# Германия на «Евровидении-1983»
Германия принимала участие в Евровидении 1983, проходившем в Мюнхене, Германия. На конкурсе её представляла группа «Hoffmann und Hoffmann» с песней «Rücksicht», выступавшая под номером 14. В этом году страна заняла 5-е место, получив 94 балла. Комментатором конкурса от Германии в этом году был Адо Шлер, глашатаем — Каролин Рейбер.

## Национальный отбор
Национальный отбор проходил в Мюнхене. Случайно выбранные 500 человек голосовали за понравившуюся песню. Каждый из них мог отдать баллы от 1 до 12 каждой песне в зависимости от предпочтения.
| Номер | Артист                    | Песня                              | Голоса | Место |
| ----- | ------------------------- | ---------------------------------- | ------ | ----- |
| 1     | Холгер Томас              | «Mein Hit heißt Susi Schmidt»      | 2609   | 10-е  |
| 2     | Вероника Фишер            | «Unendlich weit»                   | 2523   | 11-е  |
| 3     | Hoffmann & Hoffmann       | «Rücksicht»                        | 4251   | 1-е   |
| 4     | Ангела Бранка             | «Warum hältst Du mich nicht fest?» | 3222   | 8-е   |
| 5     | Бернд Клювер              | «Mit siebzehn»                     | 3933   | 3-е   |
| 6     | Ингрид Петерс и Джули Пол | «Viva la Mamma»                    | 3983   | 2-е   |
| 7     | Петер Рубин               | «Wie ein Mann»                     | 3427   | 6-е   |
| 8     | Венке Мире и Сон Дани     | «Wir beide gegen den Wind»         | 3752   | 5-е   |
| 9     | Гарри Белтен              | «Angelo»                           | 2111   | 12-е  |
| 10    | Leinemann                 | «Ich reiß' alle Mauern ein»        | 3314   | 7-е   |
| 11    | Мара                      | «Sternenland»                      | 2987   | 9-е   |
| 12    | Коста Корделис            | «Ich mag Dich»                     | 3902   | 4-е   |

## Страны, отдавшие баллы Германии
Каждая страна оценивает 10 участников оценками 1-8, 10, 12.
| 12 баллов  | 10 баллов                   | 8 баллов          | 7 баллов               | 6 баллов       |
| ---------- | --------------------------- | ----------------- | ---------------------- | -------------- |
| Люксембург | Нидерланды Норвегия Франция | Португалия Швеции | Австрия Великобритания | Италия Бельгия |
| 5 баллов   | 4 балла                     | 3 балла           | 2 балла                | 1 балл         |
|            | Финляндия                   | Дания             | Швейцария              | Греция         |

## Страны, получившие баллы от Германии
| 12 баллов | Швеция         |
| 10 баллов | Израиль        |
| 8 баллов  | Люксембург     |
| 7 баллов  | Финляндия      |
| 6 баллов  | Югославия      |
| 5 баллов  | Кипр           |
| 4 балла   | Франция        |
| 3 балла   | Великобритания |
| 2 балла   | Нидерланды     |
| 1 балл    | Норвегия       |